# Joliot-Curie (cràter)
Joliot-Curie és un cràter d'impacte en el planeta Venus de 91,1 km de diàmetre. Porta el nom d'Irène Joliot-Curie (1897-1956), física francesa i premi Nobel, i el seu nom va ser aprovat per la Unió Astronòmica Internacional el 1991.